# Ім Се Мі
Ім Се Мі (кор. 임세미) — південнокорейська акторка.

## Біографія
Ім Се Мі народилася 29 травня 1987 року в Сеулі. 
Свою акторську кар'єру вона розпочала у 2005 році з епізодичної ролі в другому сезоні серіала «Шарп». У наступне десятиліття здебільшого виконувала другорядні ролі в телесеріалах. У 2014 році вона зіграла одну з головних ролей в романтичному серіалі «Тільки любов», у наступному році Се Мі отримала головну роль в романтичній драмі «Кохання на даху». У 2018 році Се Мі зіграла одну з головних ролей в романтично комедійному серіалі «Мій таємний Терріус».

## Фільмографія

### Телевізійні серіали
| Рік       | Назва                                      | Роль                         | Мережа          |
| --------- | ------------------------------------------ | ---------------------------- | --------------- |
| 2005      | «Шарп 2»                                   | Ім Се Мі                     | KBS2            |
| 2010      | «Чиста гарбузова квітка»                   | О Хьо Сон                    | SBS             |
| 2011      | «Струни душі»                              | Ча Бо Ун                     | MBC             |
| 2011      | «Ура Коханню»                              | Кьон Мі                      | MBC             |
| 2013      | «Цією зимою, вітер дує»                    | Сон Мі Ра                    | SBS             |
| 2013      | «Два тижні»                                | О Мі Сук                     | MBC             |
| 2013      | «Літо Йон У» (спеціальна драма)            | Юн Чі Ван                    | KBS2            |
| 2013      | «Донька короля, Су Бек Хян»                | королева Ин Хе               | MBC             |
| 2014      | «Тільки любов»                             | Чхве Ю Рі                    | SBS             |
| 2014      | Шишка в моєму житті (фестивальна драма)    | мати Гим Чі                  | MBC             |
| 2015      | «Великі історії: Найкращі дні Йон Чжі»     | Кьон А                       | Chosun TV / tvN |
| 2015      | «Кохання на даху»                          | Юн Син Хє                    | KBS2            |
| 2016      | «Бувай містер Блек»                        | Чха Чі Су                    | MBC             |
| 2016      | «Король шопінгу Луї»                       | Пек Ма Рі                    | MBC             |
| 2017      | «Ідеальна дружина»                         | Чан На Мі                    | KBS2            |
| 2017-2018 | «Два копа»                                 | Ко Бон Сук                   | MBC             |
| 2018      | «Про час»                                  | Пе Су Бон                    | tvN             |
| 2018      | «Містер Саншайн»                           | мати Дон Ме (камео, 3 серія) | tvN             |
| 2018      | «Мій таємний Терріус»                      | Ю Чі Йон                     | MBC             |
| 2020      | «Я прийду до тебе коли буде хороша погода» | Кім Бо Йон                   | JTBC            |
| 2020—2021 | «Справжня краса»                           | Ім Хї Кьон                   | tvN             |
| 2022      | «Імперія»                                  | Юн Ин Мі                     | JTBC            |

### Фільми
| Рік  | Назва           | Роль               |
| ---- | --------------- | ------------------ |
| 2007 | «Зірка шосе»    | донька голови Чхве |
| 2024 | Викрадення 1971 | Мун-Янг            |

## Нагороди
| Рік  | Нагорода               | Категорія                                                                            | Робота                | Результат | Прим. |
| ---- | ---------------------- | ------------------------------------------------------------------------------------ | --------------------- | --------- | ----- |
| 2015 | 29-та Премія KBS драма | Нагорода за майстерність (акторка щоденної драми)                                    | «Кохання на даху»     | Номінація |       |
| 2016 | 35-та Премія MBC драма | Золота акторська нагороа (акторка мінісеріалу)                                       | «Король шопінгу Луї»  | Перемога  |       |
| 2017 | 36-та Премія MBC драма | Нагорода за майстерність (акторка серіалу що транслювався щопонеділка та щовівторка) | «Два копа»            | Номінація |       |
| 2018 | 37-ма Премія MBC драма | Нагорода за майстерність (акторка серіалу що транслювався щосереди та щочетверга)    | «Мій таємний Терріус» | Номінація |       |